# Château de Saint-Lô
Le château de Saint-Lô est un ancien château fort, dont il ne subsiste aucun vestige en élévation, qui se dressait à Saint-Lô, aujourd'hui dans le département de la Manche, en région Normandie.

## Localisation
Le château se dressait sur le rocher qui surplombe la ville de Saint-Lô, sur la rive droite de la Vire, dans le département français de la Manche. Son souvenir perdure par la rue du Château.

## Historique
Selon une tradition, c'est Charlemagne qui, en 800, aurait fait construire sur le rocher de Saint-Lô une forteresse chargée de défendre les marches de son royaume contre les envahisseurs, ce qui n'allait pas empêcher les Vikings de s'en rendre maîtres,.
Ces derniers, en 889-890, remontent la Vire et assiègent Saint-Lô où ils détruisent la forteresse carolingienne, désignée par le chroniqueur Réginon comme castellum, et castrum dans les annales de Saint-Vast. Réginon raconte que les habitants de Saint-Lô ainsi que l'évêque de Coutances Liste (Lista) se sont réfugiés dans le château de la ville.
C'est Robert Ier, évêque de Coutances de 1025 à 1048 qui aurait relevé au début du XIe siècle le château épiscopal et la chapelle Sainte-Marie-du-Château après sa destruction par les Vikings. Les évêques de Coutances étaient barons de Saint-Lô et ils garderont la suzeraineté sur la ville jusqu'aux guerres de Religion.
Ce premier château se présente encore sous la forme d'une vaste enceinte linéaire de fossés et de palis, avec des bastions aux endroits les plus vulnérables. Par la suite, vers 1090, Henri Ier Beauclerc, alors comte du Cotentin, édifie une citadelle. En 1141, à la suite de la succession d'Henri Ier, Geoffroy Plantagenêt, comte d'Anjou, l'enlève au partisans d'Étienne de Blois. Le 12 décembre 1202, Jean sans Terre y séjourne. Lors de la reconquête du duché de Normandie, la place se rend sans résistance, en 1203, à Philippe Auguste.
Au début de la guerre de Cent Ans, Édouard III d'Angleterre, après avoir pris et incendié Valognes, pillé Carentan, Torigni, pille Saint-Lô. En 1356, lors de la chevauchée de Lancastre, la place tenu par le sire d'Erquery, M. Herpin, capitaine de Saint-Lô, qui avait sous ses ordres, deux chevaliers, vingt-sept écuyers et dix-sept archers à cheval, ne sera pas investie. Le duc de Lancastre, Henri de Grosmont passe, le 24 juin, jour de la Saint-Jean-Baptiste, devant la place forte de Saint-Lô et se dirigea vers Torigni où il séjourne le lendemain.
En 1377, la place sert de quartier général au sire Bureau de La Rivière, premier chambellan du roi Charles V dans le cadre de la reprise des places fortes du Cotentin aux mains du roi de Navarre. Le 28 mars 1418, les deux capitaines français de la ville, Jean Tesson et Guillaume Carbonnel, rendent le château au duc de Gloucester qui nomme pour capitaine Reginald West, fonction qu'il occupera jusqu'en avril 1421. Les Anglais conserveront la place jusqu'en septembre 1449 date à laquelle les troupes du connétable de Richemont, lors de la campagne de Normandie, reprennent la ville. Le gouverneur Anglais était alors Guillaume Poitou avec une garnison de deux cents hommes.
À la fin du conflit franco-anglais, la garnison se compose de vingt hommes d'armes et soixante archers.
L'évêque de Coutances Geoffroy Herbert, qui occupa le siège épiscopal de 1479 à 1510, aimait y résider,.
Le château déjà détruit au XVIIIe siècle sera presque définitivement arasé au XIXe siècle.

## Description
Le palais de l'évêque-baron occupait au Moyen Âge la moitié orientale de la ville close. L'un des côtés de ce palais était bordé par la face nord de l'église Notre-Dame.

### Chapelle Sainte-Marie-du-Château
La chapelle Sainte-Marie-du-Château, qui fut le premier édifice religieux de la cité, devenue trop petite, du fait de l'augmentation du nombre de fidèles, fut remplacée par l'église Notre-Dame beaucoup plus vaste que l'on construisit devant elle à partir de la seconde moitié du XIIIe siècle. Dans l'angle nord-est de la chapelle absidiale du Rosaire de l'église paroissiale subsiste une tourelle d'escalier médiévale qui est le dernier vestige de la chapelle du château qui se trouvait dans le prolongement de la chapelle du Rosaire, avant sa disparition.